# Кику (река)
Кику (яп. 菊川 кикугава) — река в Японии на острове Хонсю. Протекает по территории префектуры Сидзуока.
Исток реки находится под горой Авагадаке (粟ヶ岳, высотой 532 м), на территории города Какегава. Кику течёт между плато Макинохара на востоке и холмами Огасаяма на западе. Река впадает в Тихий океан. У Кику есть много притоков, включая реки Усибути и Симоогаса.
Длина реки составляет 28 км, на территории её бассейна (158 км²) проживает около 70 тыс. человек. Согласно японской классификации, Кику является рекой первого класса. 